# Lehmisaari (ö i Norra Karelen, Joensuu)
Lehmisaari är en ö i Finland. Den ligger i sjön Haapojärvi och i kommunen Ilomants i den ekonomiska regionen  Joensuu ekonomiska region  och landskapet Norra Karelen, i den sydöstra delen av landet, 400 km nordost om huvudstaden Helsingfors. Öns area är 1,9 hektar och dess största längd är 300 meter i nord-sydlig riktning.